# 金秀崖爬藤
金秀崖爬藤（学名：Tetrastigma jinxiuense）是葡萄科崖爬藤属的植物，是中国的特有植物。分布在中国大陆的广西等地，生长于海拔350米至420米的地区，一般生于山谷阴处林下，目前尚未由人工引种栽培。